# 玄武系列导弹
玄武（Hyunmoo)系列导弹（韓語：현무）是大韩民国开发的一系列地对地导弹，其中玄武一型、二型为彈道飛彈，三型为巡航导弹，四型、五型為鑽地彈，该系列导弹已装备於大韩民国国军。

## 背景
1979年，美韩签署“韩美导弹指南”，要求韩国将导弹射程限制在180公里、弹头重量限制在500公斤以内，以限制韩国导弹发展。该准则经历四次修改，2001年放宽到射程300千米，2012年放宽到射程800千米，2019年取消弹头重量的限制，2020年取消固体燃料的使用限制。2021年5月，“韩美导弹指南”彻底废除，韩国不再有导弹发展的限制。韩国各型玄武导弹的开发历程与该指南有着联系。

## 弹道导弹开发历程

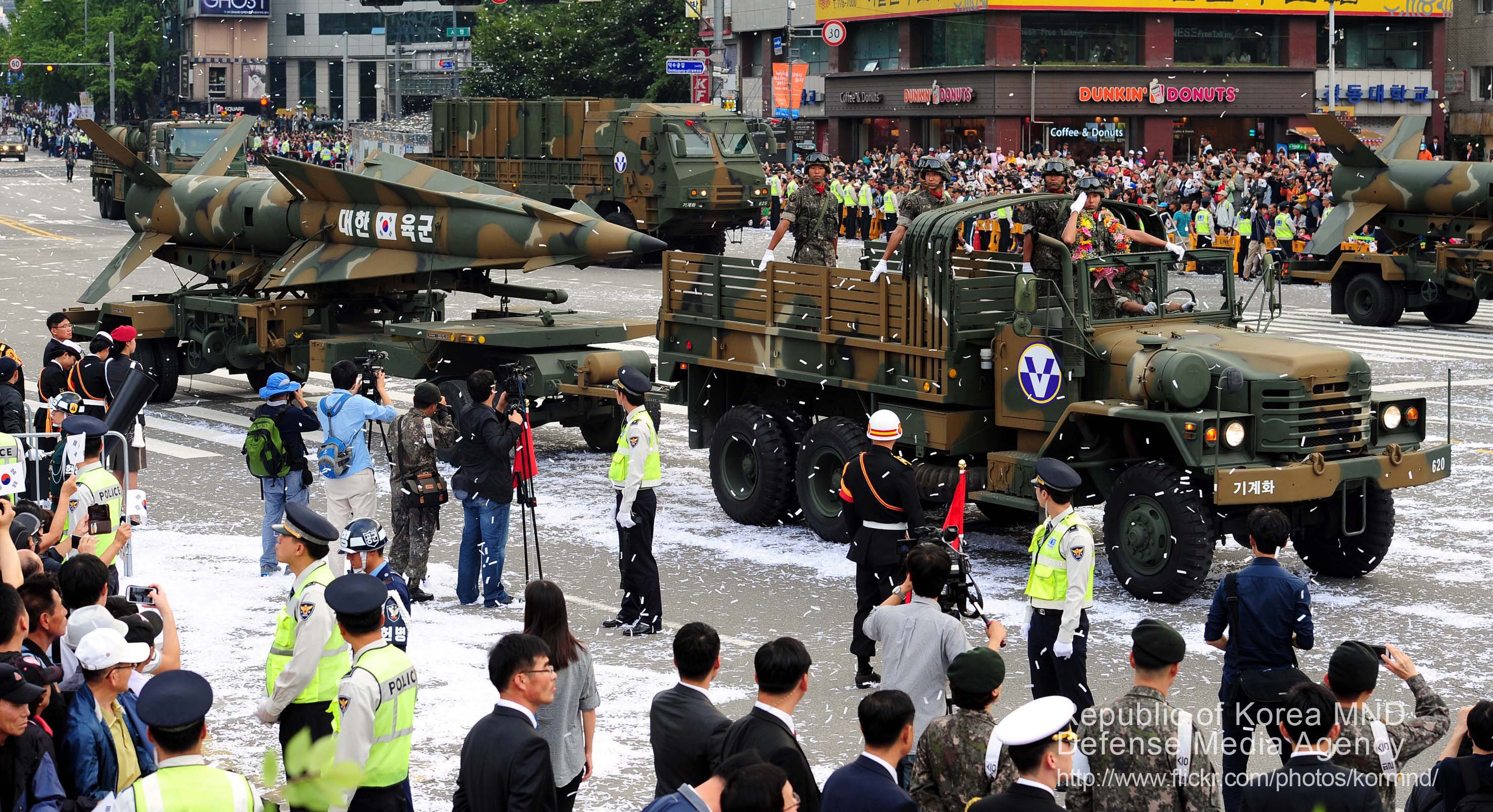
玄武-1型

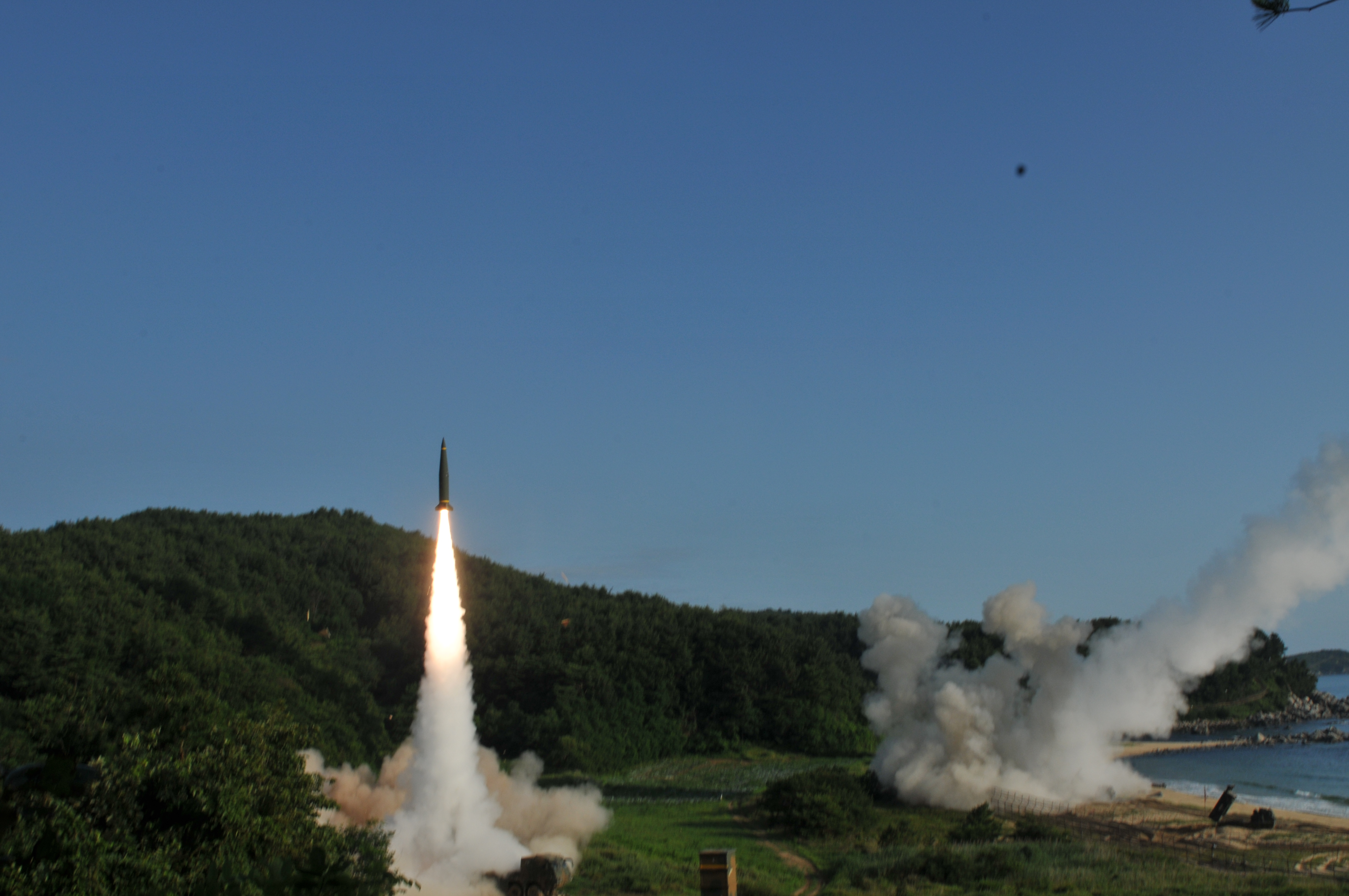
2017年发射玄武-2型

1974年，在时任韩国总统朴正熙的命令下，韩国国防科学研究所开始研发玄武系列导弹，1978年試射成功。玄武-2型（又名NHK-2，Nike Hercules Korea 2，Hyunmoo 2）為韩国制奈基-大力神飛彈（NHK-1）改良而來的彈道飛彈。玄武-1型使用移动发射装置发射，由另外的火力控制车下达发射指令。导弹全长约12米，重5吨，最大速度3.65马赫，射高45,700米，由两级固定火箭推进。
玄武-2型使用4车轴运输起竖发射一体车发射。起初开发时，受到韩美导弹指南2001年修订版的限制，玄武-2A型的射程被设置为300公里。2009年底，玄武-2B型投入使用，其射程达到500公里。如果从韩国中部地区发射，其射程可以达朝鲜全境。
2017年6月23日，韩国公布了玄武-2C导弹成功试射的镜头。其使用5车轴运输起竖发射一体车。其最大射程为800公里，但弹头重量减半。即使从济州岛最南端发射，其射程仍可以覆盖朝鲜全境。
2021年9月7日，島山安昌浩號潛艇成功從水下發射了一枚玄武4-4型潜射弹道导弹，该型导弹为玄武2-B型的改型。韩国成为全球第8个掌握潜射弹道导弹技术的国家，也是首个无核军事力量但拥有潜射弹道导弹技术的国家。
韩国军方还正在开发加大弹头重量的玄武-4型弹道导弹。该型弹道旨在以更重的战斗部摧毁朝鲜的藏于地下的设施和掩体。已于2020年4月试射了两枚，其中一枚试射失败。
2024年10月1日，韩国在首尔进行的“国军日”阅兵式游行中首次展示威力可摧毁地下碉堡的最大弹道飞弹“玄武5型”（Hyunmoo-5），这款新型战术导弹的弹头重达8吨，可有效击毁朝鲜领导层专属的地下掩体设施。

## 型号
| 型号      | 射程     | 弹头      | 类型           | 备注                                           | 部署年份 |
| 玄武-1    | 180 km   | 500 kg    | 地对地弹道导弹 | 韩国制MIM-14勝利女神-大力士飛彈（NHK-1）改进型 | -        |
| 玄武-2A   | 300 km   | 1,000 kg  | 地对地弹道导弹 | 外观类似9K720伊斯坎德爾飛彈                    | 2008     |
| 玄武-2B   | 500 km   | 1,000 kg  | 地对地弹道导弹 | 玄武-2A改进型                                  | 2009     |
| 玄武-2C   | 800 km   | 500 kg    | 地对地弹道导弹 | 玄武-2B改进型                                  | 2017     |
| 玄武-3A   | 500 km   | 500 kg    | 地对地巡航导弹 | -                                              | -        |
| 玄武-3B   | 1,000 km | 500 kg    | 地对地巡航导弹 | 玄武-3A改进型                                  | 2009     |
| 玄武-3C   | 1,500 km | 500 kg    | 地对地巡航导弹 | 玄武-3B改进型                                  | 2010     |
| 玄武-3D   | 3,000 km | 500 kg    | 地对地巡航导弹 | 玄武-3C改进型                                  | -        |
| 玄武-4    | 800 km   | 2,500 kg+ | 地对地弹道导弹 | 玄武-2C改进型                                  | -        |
| 玄武-4之4 | 500 km   | -         | 潜射弹道导弹   | 玄武-2B改进型                                  | -        |
| 玄武5     | 600 km   | 8000 kg+  | 地对地弹道导弹 | 玄武-4改进型                                   | 2024     |

## 參照
- 玄武一型弹道飛弹（朝鲜语：현무-1）
- 玄武二型弹道飛弹（朝鲜语：현무-2）
- 玄武三型巡弋飛彈
- 玄武四型钻地弹（朝鲜语：현무-4）
- 玄武五型钻地弹（朝鲜语：현무-5）
- 玄武四之四型潛射彈道飛彈（朝鲜语：현무 4-4）